# Genlisea
- Commons
- Wikispecies

Genlisea é um gênero botânico pertencente à família Lentibulariaceae, plantas carnívoras encontradas nas regiões tropicais de África, América Central e do Sul. É uma planta capaz de capturar protozoários e pequenos insetos através de suas raízes modificadas, por isso é dito que ela é uma planta carnívora, tendo folhas e flores semelhantes às das Utricularias, que também são carnívoras.

## Espécies
Subgénero Genlisea
O gênero Genlisea possui 19 espécies reconhecidas atualmente.
- Genlisea africana Oliv.
- Genlisea angolensis R.D.Good
- Genlisea aurea A.St.-Hil.
- Genlisea barthlottii Porembski, Eb.Fisch. & Gemmel
- Genlisea filiformis A.St.-Hil.
- Genlisea glabra P.Taylor
- Genlisea glandulosissima R.E.Fr.
- Genlisea guianensis N.E.Br.
- Genlisea hawkingii S.R.Silva, B.J.Płachno & V.Miranda[2]
- Genlisea hispidula Stapf
- Genlisea lobata Fromm
- Genlisea margaretae Hutch.
- Genlisea pallida Fromm & P.Taylor
- Genlisea pygmaea A.St.-Hil.
- Genlisea repens Benj.
- Genlisea roraimensis N.E.Br.
- Genlisea sanariapoana Steyerm.
- Genlisea taylorii Eb.Fisch., Porembski & Barthlott
- Genlisea uncinata P.Taylor & Fromm
- Genlisea violacea A.St.-Hil.

Subgénero Tayloria
O subgênero Tayloria possui 59 espécies reconhecidas atualmente.
- Tayloria acuminata Hornsch.
- Tayloria alpicola Broth.
- Tayloria altorum Herzog
- Tayloria arenaria (Müll. Hal.) Broth.
- Tayloria borneensis Dixon
- Tayloria braithwaitiana Tixier
- Tayloria callophylla (Müll. Hal.) Mitt.
- Tayloria cameruniae (Müll. Hal. ex Dusén) Broth.
- Tayloria chiapensis H.A. Crum
- Tayloria cochabambae Müll. Hal.
- Tayloria cuspidata Hartm.
- Tayloria dubyi Broth.
- Tayloria erythrodonta (Taylor) Spruce
- Tayloria froelichiana (Hedw.) Mitt. ex Broth.
- Tayloria grandis (D.G. Long) Goffinet & A.J. Shaw
- Tayloria gunnii (Wilson) J. H. Willis
- Tayloria hornschuchii (Grev. & Arn.) Broth.
- Tayloria immersa (Goffinet) Goffinet, A.J. Shaw & C. J. Cox
- Tayloria indica Mitt.
- Tayloria isleana (Besch.) Broth.
- Tayloria jacquemontii (Bruch & Schimp.) Mitt.
- Tayloria jamesonii (Taylor) Müll. Hal.
- Tayloria kilimandscharica Broth.
- Tayloria laciniata Spruce
- Tayloria lingulata (Dicks.) Lindb.
- Tayloria longiseta E.B. Bartram
- Tayloria magellanica (Brid.) Mitt.
- Tayloria marginata (Müll. Hal.) Broth.
- Tayloria mexicana (Thér.) E.B. Bartram
- Tayloria mirabilis (Cardot) Broth.
- Tayloria moritziana Müll. Hal.
- Tayloria nepalensis Z. Iwats. & Steere
- Tayloria novae-valesiae (Müll. Hal.) Watts & Whitel.
- Tayloria novo-guinensis E.B. Bartram
- Tayloria octoblepharum (Hook.) Mitt.
- Tayloria orthodonta (P. Beauv.) Wijk & Margad.
- Tayloria pocsii A.K. Kop.
- Tayloria pseudoalpicola Z. Iwats. & Steere
- Tayloria purpurascens (Hook. f. & Wilson) Broth.
- Tayloria recurvimarginata Nog.
- Tayloria reinerii Garov.
- Tayloria rubicaulis A.K. Kop.
- Tayloria rudimenta X.L. Bai & B.C. Tan
- Tayloria rudolphiana (Garov.) Bruch & Schimp.
- Tayloria sandwicensis (Müll. Hal.) Broth.
- Tayloria scabriseta (Hook.) Mitt.
- Tayloria schmidii (Müll. Hal.) Broth.
- Tayloria serrata (Hedw.) Bruch & Schimp.
- Tayloria solitaria (Cardot) T.J. Kop. & W.A. Weber
- Tayloria spathulata (Hook. & Wilson) Müll. Hal.
- Tayloria splachnoides (Schleich. ex Schwägr.) Hook.
- Tayloria squarrosa (Hook.) T.J. Kop.
- Tayloria stenophysata (Herzog) A.K. Kop.
- Tayloria subglabra (Griff.) Mitt.
- Tayloria tasmanica (Hampe) Broth.
- Tayloria tenuis (Dicks. ex With.) Schimp.
- Tayloria thomeana (Broth.) Broth.
- Tayloria ulei Müll. Hal. ex Broth.
- Tayloria wormskioldii (Hornem.) Lindb.

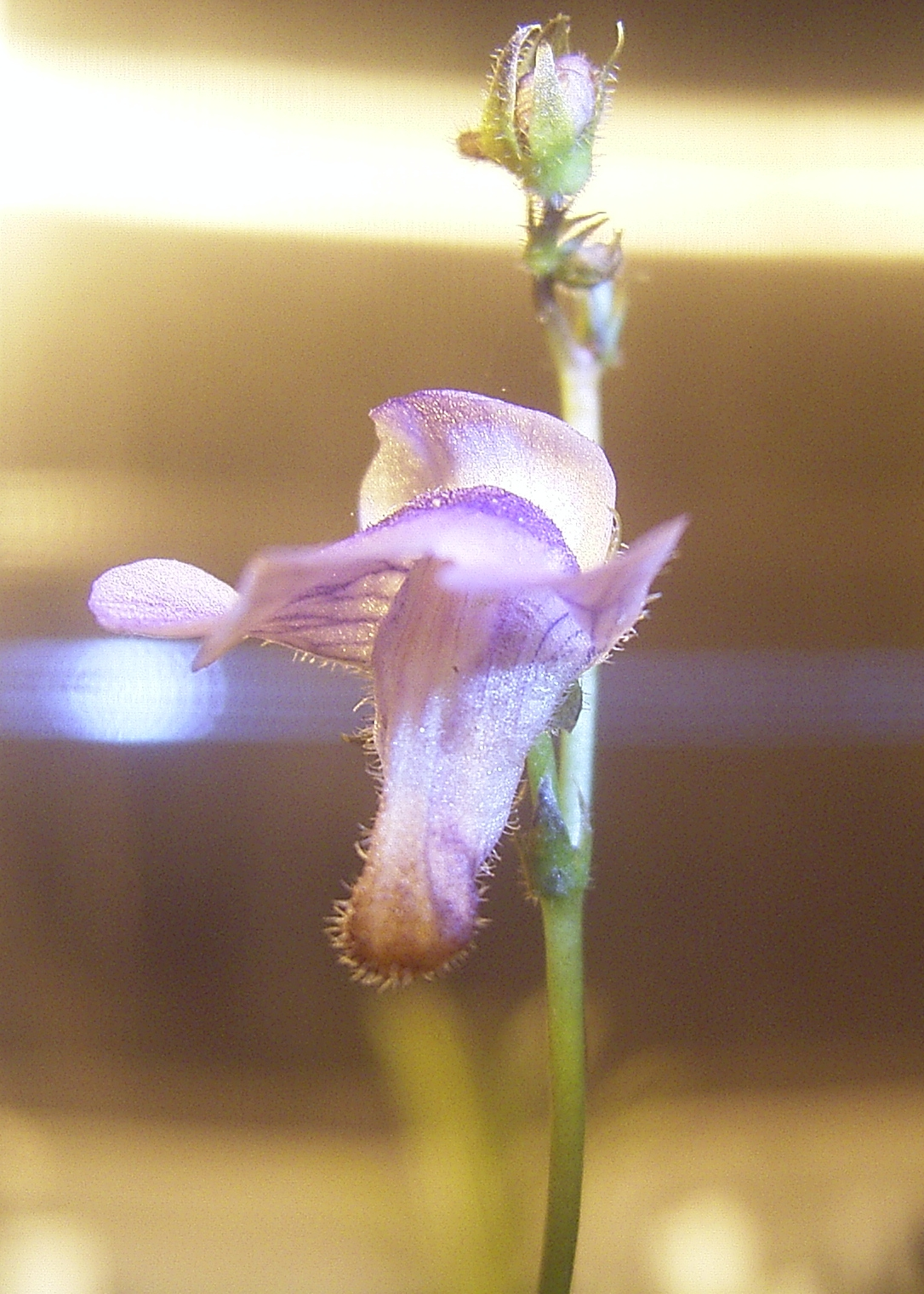
Genlisea subglabra
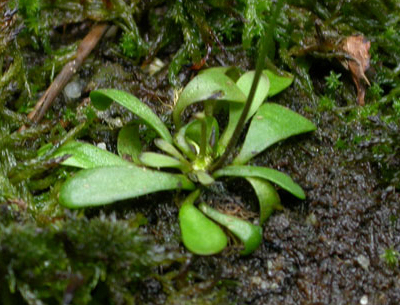
Genlisea hispidula
Genlisea violacea (flor)Genlisea violacea (flor)